# Citroën C4 WRC
Der Citroën C4 WRC war ein World Rally Car für das Citroën World Rally Team von Citroën Racing gebaut, um an der Rallye-Weltmeisterschaft teilzunehmen. Das Auto basiert auf dem Citroën C4 Straßenauto und ersetzte den Citroën Xsara WRC. Das Auto wurde ab der Rallye-Weltmeisterschaft 2007 bis zur Rallye-Weltmeisterschaft 2010 eingesetzt. Sébastien Loeb gewann den Fahrertitel jedes Jahr und der Herstellertitel ging 2008, 2009 und 2010 an Citroën.

## Geschichte

### 2007
Sébastien Loeb und Dani Sordo debütierten mit dem Citroën C4 WRC bei der Rallye Monte Carlo. Loeb gewann auf Anhieb und gewann von 15 Weltmeisterschaftsläufen 2007 deren acht. Loeb wurde mit vier Punkten Vorsprung auf Marcus Grönholm (Ford) Weltmeister. In der Herstellerwertung belegte Citroën, hinter Ford, den zweiten Rang mit 29 Punkten Rückstand.

### 2008
Citroën behielt Loeb und Sordo im Werksteam für das Jahr 2008. Loeb gewann 11 von 15 Rallyes und wurde Weltmeister mit 19 Punkten Vorsprung auf Mikko Hirvonen (Ford). Sordo wurde in der Fahrerwertung auf dem dritten Rang klassiert. Mit 18 Punkten Vorsprung auf Ford ging der Herstellertitel an Citroën. Das Model C4 WRC wurde auch von den Privatfahrern Conrad Rautenbach und Urmo Arva eingesetzt mit dem Team PH Sport. Sébastien Ogier fuhr in diesem Team seine erste WRC-Rallye in der obersten Klasse in Großbritannien.

### 2009
Auch im Jahr 2009 fuhr das Werksteam mit dem Fahrer-Duo Loeb und Sordo. Denkbar knapp ging die Fahrerweltmeisterschaft in diesem Jahr aus. Mit nur gerade einem Punkt mehr als Mikko Hirvonen (Ford) gewann Sébastien Loeb die Weltmeisterschaft. Dank einer soliden Leistung von Dani Sordo, der in der Gesamtwertung den dritten Rang belegte, konnte das Citroën-Team die Herstellerweltmeisterschaft gewinnen. Das Team PH-Sport fuhr auch 2009 mit dem C4 WRC, allerdings unter dem neuen Namen Citroën Junior Team. Conrad Rautenbach, Sébastien Ogier, Jewgeni Nowikow, Chris Atkinson und Aaron Burkart bestritten abwechslungsweise Weltmeisterschaftsläufe. Petter Solberg war noch mit dem Modell Xsara WRC, mit seinem eigenen Team, unterwegs. Bei der vorletzten Rallye des Jahres in Katalonien wechselte er auf einen Citroën C4 WRC.

### 2010

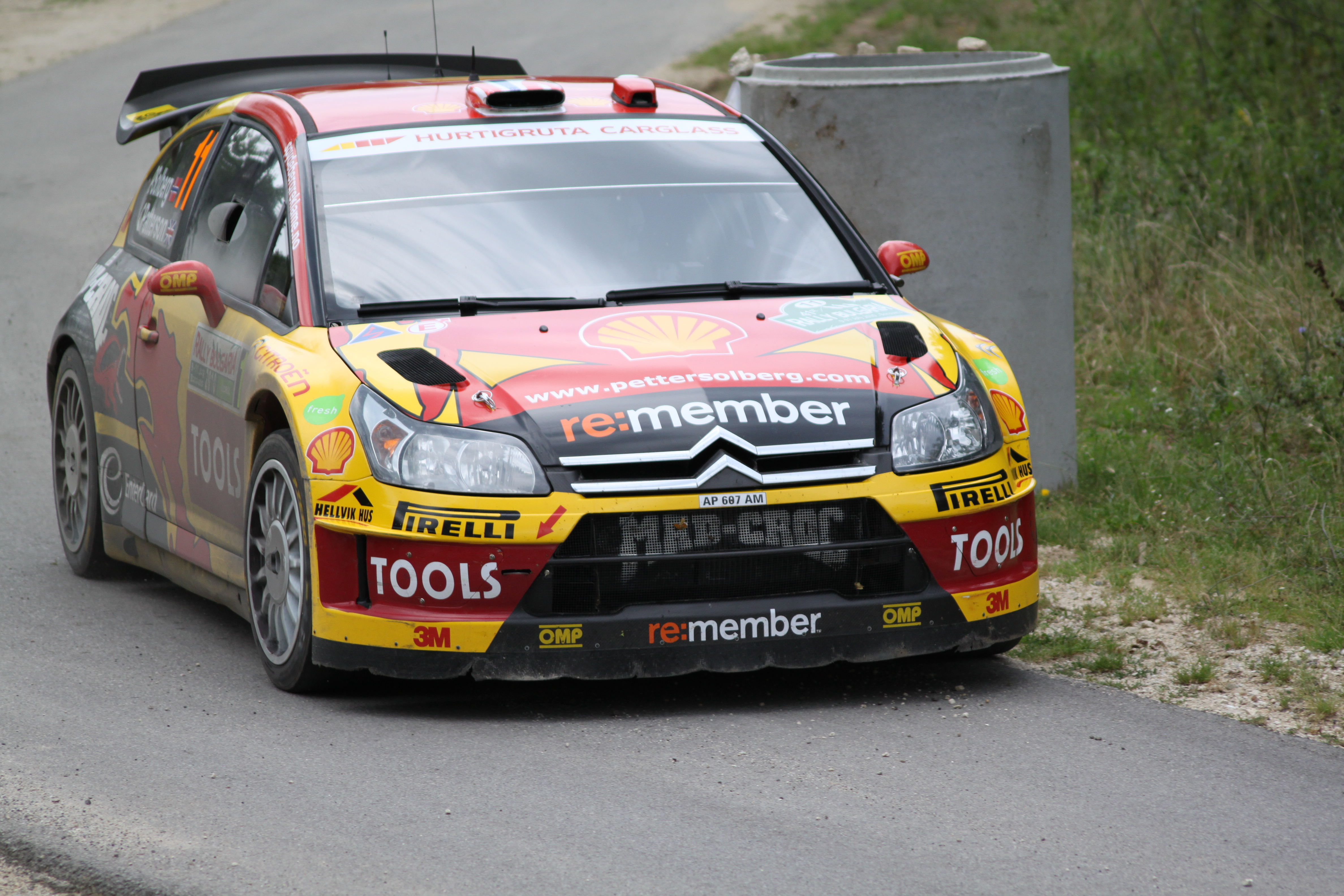
Petter Solberg / Chris Patterson als Privatier im C4 WRC unterwegs bei der Rallye Bulgarien 2010

Loeb und Sordo hieß die Fahrerpaarung zunächst für das Jahr 2010. Die Weltmeistertitel für Fahrer und Hersteller gingen an Loeb und Citroën. Das Junior-Team wurde mit Sébastien Ogier und Kimi Räikkönen besetzt. Ogier fuhr vor allem am Anfang der Saison stark und gewann die Rallye Portugal. Sein erster Sieg in der höchsten Rallye-Klasse WRC. In der zweiten Hälfte der Saison wurde Sordo ins Junior-Team versetzt und Ogier bekam den C4 WRC des Werksteam. Ogier dankte es mit einem weiteren Sieg bei der Rallye Japan. Privatier Petter Solberg fuhr einen C4 WRC und stieg acht Mal auf das Siegerpodest. In der Fahrerweltmeisterschaft belegte Solberg den dritten Rang vor den Werksfahrern Ogier und Sordo. Nach der Saison 2010 wurde der C4 WRC ersetzt durch das neue Modell Citroën DS3 WRC.

## WRC-Siege des C4 WRC
| Nr | Rallye                | Saison                        | Fahrer          | Beifahrer        |
| -- | --------------------- | ----------------------------- | --------------- | ---------------- |
| 01 | Rallye Monte Carlo    | Rallye-Weltmeisterschaft 2007 | Sébastien Loeb  | Daniel Elena     |
| 02 | Rallye Mexiko         | Rallye-Weltmeisterschaft 2007 | Sébastien Loeb  | Daniel Elena     |
| 03 | Rallye Portugal       | Rallye-Weltmeisterschaft 2007 | Sébastien Loeb  | Daniel Elena     |
| 04 | Rallye Argentinien    | Rallye-Weltmeisterschaft 2007 | Sébastien Loeb  | Daniel Elena     |
| 05 | Rallye Deutschland    | Rallye-Weltmeisterschaft 2007 | Sébastien Loeb  | Daniel Elena     |
| 06 | Rallye Katalonien     | Rallye-Weltmeisterschaft 2007 | Sébastien Loeb  | Daniel Elena     |
| 07 | Rallye Frankreich     | Rallye-Weltmeisterschaft 2007 | Sébastien Loeb  | Daniel Elena     |
| 08 | Rallye Irland         | Rallye-Weltmeisterschaft 2007 | Sébastien Loeb  | Daniel Elena     |
| 09 | Rallye Monte Carlo    | Rallye-Weltmeisterschaft 2008 | Sébastien Loeb  | Daniel Elena     |
| 10 | Rallye Mexiko         | Rallye-Weltmeisterschaft 2008 | Sébastien Loeb  | Daniel Elena     |
| 11 | Rallye Argentinien    | Rallye-Weltmeisterschaft 2008 | Sébastien Loeb  | Daniel Elena     |
| 12 | Rallye Sardinien      | Rallye-Weltmeisterschaft 2008 | Sébastien Loeb  | Daniel Elena     |
| 13 | Rallye Griechenland   | Rallye-Weltmeisterschaft 2008 | Sébastien Loeb  | Daniel Elena     |
| 14 | Rallye Finnland       | Rallye-Weltmeisterschaft 2008 | Sébastien Loeb  | Daniel Elena     |
| 15 | Rallye Deutschland    | Rallye-Weltmeisterschaft 2008 | Sébastien Loeb  | Daniel Elena     |
| 16 | Rallye Neuseeland     | Rallye-Weltmeisterschaft 2008 | Sébastien Loeb  | Daniel Elena     |
| 17 | Rallye Katalonien     | Rallye-Weltmeisterschaft 2008 | Sébastien Loeb  | Daniel Elena     |
| 18 | Rallye Korsika        | Rallye-Weltmeisterschaft 2008 | Sébastien Loeb  | Daniel Elena     |
| 19 | Rallye Großbritannien | Rallye-Weltmeisterschaft 2008 | Sébastien Loeb  | Daniel Elena     |
| 20 | Rallye Irland         | Rallye-Weltmeisterschaft 2009 | Sébastien Loeb  | Daniel Elena     |
| 21 | Rallye Norwegen       | Rallye-Weltmeisterschaft 2009 | Sébastien Loeb  | Daniel Elena     |
| 22 | Rallye Zypern         | Rallye-Weltmeisterschaft 2009 | Sébastien Loeb  | Daniel Elena     |
| 23 | Rallye Portugal       | Rallye-Weltmeisterschaft 2009 | Sébastien Loeb  | Daniel Elena     |
| 24 | Rallye Argentinien    | Rallye-Weltmeisterschaft 2009 | Sébastien Loeb  | Daniel Elena     |
| 25 | Rallye Katalonien     | Rallye-Weltmeisterschaft 2009 | Sébastien Loeb  | Daniel Elena     |
| 26 | Rallye Großbritannien | Rallye-Weltmeisterschaft 2009 | Sébastien Loeb  | Daniel Elena     |
| 27 | Rallye Mexiko         | Rallye-Weltmeisterschaft 2010 | Sébastien Loeb  | Daniel Elena     |
| 28 | Rallye Jordanien      | Rallye-Weltmeisterschaft 2010 | Sébastien Loeb  | Daniel Elena     |
| 29 | Rallye Türkei         | Rallye-Weltmeisterschaft 2010 | Sébastien Loeb  | Daniel Elena     |
| 30 | Rallye Portugal       | Rallye-Weltmeisterschaft 2010 | Sébastien Ogier | Julien Ingrassia |
| 31 | Rallye Bulgarien      | Rallye-Weltmeisterschaft 2010 | Sébastien Loeb  | Daniel Elena     |
| 32 | Rallye Deutschland    | Rallye-Weltmeisterschaft 2010 | Sébastien Loeb  | Daniel Elena     |
| 33 | Rallye Japan          | Rallye-Weltmeisterschaft 2010 | Sébastien Ogier | Julien Ingrassia |
| 34 | Rallye Frankreich     | Rallye-Weltmeisterschaft 2010 | Sébastien Loeb  | Daniel Elena     |
| 35 | Rallye Katalonien     | Rallye-Weltmeisterschaft 2010 | Sébastien Loeb  | Daniel Elena     |
| 36 | Rallye Großbritannien | Rallye-Weltmeisterschaft 2010 | Sébastien Loeb  | Daniel Elena     |